# Agnes Hermann

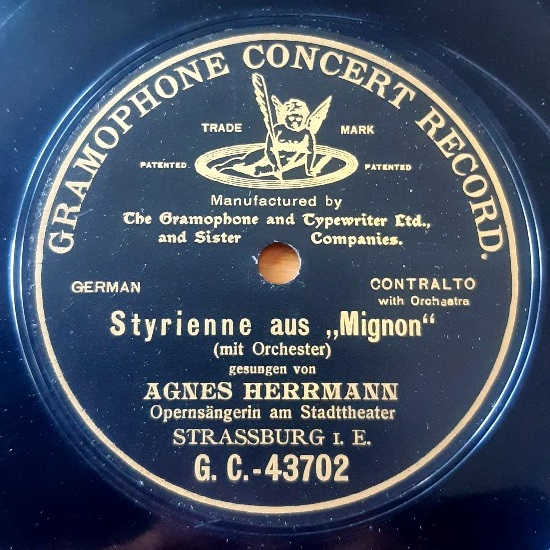
Schallplatte von Agnes Herrmann (Berlin 1905)

Agnes Hermann (15. Juli 1875 in Berlin – nach 1924) war eine deutsche Opernsängerin (Alt) und Gesangspädagogin.

## Leben
Hermann erhielt ihre Ausbildung bei der Gesangsmeisterin und früheren Opernsängerin Jenny Meyer und trat erstmals 1893 an der Kroll-Oper in Berlin auf. Sie wirkte zuerst am Stadttheater Köln (1894 bis 1899), dann am Düsseldorfer Stadttheater (1900 bis 1901) und am Stadttheater Straßburg (1901 bis 1918). 1906 bis 1909 trat sie bei den Bayreuther Festspielen auf. Nach dem Ersten Weltkrieg wohnte sie in Karlsruhe und gab noch bis 1924 Gastspiele und arbeitete als Gesangspädagogin. Ihr weiterer Lebensweg ist unbekannt.
Ihre Stimme wies den unverfälschten Alt-Charakter auf und war bei ihrer in allen Lagen gleich dunklen Färbung von einer samtenen Weichheit des Klanges. Wie auf der Bühne, so wurde sie auch im Konzertsaal gerne gehört.
Agnes Hermann hinterließ Schallplatten der Marke G&T (Berlin 1904–05), Anker (Berlin 1906) und Gramophone (Berlin 1913), zudem Edison-Walzen (Berlin 1906–07).